# Tinsel Town Rebellion
Tinsel Town Rebellion (deutsch „Hollywood-Rebellion“) ist ein Rockalbum von Frank Zappa, das 1981 auf dem neu von Zappa gegründeten Label Barking Pumpkin Records erschien. Es besteht aus alten, bereits veröffentlichten und neuen Stücken, die auf verschiedenen Konzerten, größtenteils aus den Jahren 1979 und 1980 aufgenommen und in Zappas gerade eingerichtetem eigenen Studio Utility Muffin Research Kitchen nachträglich überarbeitet worden. Dort setzte Zappa die einzelnen Songs aus Passagen verschiedener Konzerte zusammen. Das Album ist auch die erste Platte, auf der der damals 20-jährige Gitarrist Steve Vai einem größeren Publikum vorgestellt wird.

## Titelliste
1. Fine Girl – 3:31
2. Easy Meat – 9:19
3. For the Young Sophisticate – 2:48
4. Love of My Life – 2:15
5. I Ain’t Got No Heart – 1:59
6. Panty Rap – 4:35
7. Tell Me You Love Me – 2:07
8. Now You See It - Now You Don’t – 4:54
9. Dance Contest – 2:58
10. The Blue Light – 5:27
11. Tinseltown Rebellion – 4:35
12. Pick Me, I’m Clean – 5:07
13. Bamboozled by Love – 5:46
14. Brown Shoes Don’t Make It – 7:14
15. Peaches III – 5:01

## Rezeption
Das Album erreichte in den Billboard Charts Platz 66. Die Kritiker waren nicht sonderlich beeindruckt. Steve Huey schätzte die neuen Fassungen der bereits bekannten Stücke, kritisierte aber die teilweise gewalttätig-sexuelle Jugendlichkeit in Stücken wie Fine Girl, Easy Meat oder Pick me, I’m Clean. Fisher Lowe hält das Album jedoch für besser als in den Kritiken dargestellt, schon allein deswegen, weil die Band „sehr wahrscheinlich Zappas beste“ sei. Die Darbietungen von Ed Mann und Vinnie Colaiuta seien durchweg beeindruckend. Barry Miles kritisierte an dem Stück Fine Girl, dass es eine „Beleidigung der schwarzen Bevölkerungsgruppe darstelle“ und sah in dem Stück Zappas krasse Abneigung der Frauenbewegung zugrunde liegen.